# Løkken Verk
Løkken Verk is een plaats in de Noorse gemeente Meldal, provincie Trøndelag. Løkken Verk telt 929 inwoners (2007) en heeft een oppervlakte van 1,84 km².